# دايفيد روبرتس
دايفيد روبرتس (بالإنجليزية: David Roberts)‏ هو كاتب ومصمم أزياء ورسام توضيحي بريطاني، ولد في 8 مايو 1970 في ليفربول في المملكة المتحدة.

## وصلات خارجية
- الموقع الرسمي